# Bullock-Trupial

Verbreitungsgebiet
Gelb: Brutgebiet
Blau: Überwinterungsgebiet

Der Bullock-Trupial (Icterus bullockii) ist eine in Nord- und Mittelamerika vorkommende Singvogelart aus der Familie der 
Stärlinge (Icteridae). Das Artepitheton ehrt den englischen Naturforscher William Bullock.

## Beschreibung

### Aussehen
Bullock-Trupiale erreicht eine Gesamtlänge von 19,0 bis 23,0 Zentimetern sowie ein durchschnittliches Gewicht von 37,9 Gramm bei den Männchen und 37,8 Gramm bei den Weibchen. Bei den Männchen sind Kopf, Flanken, Bürzel, Brust und Bauch leuchtend orange gelb gefärbt. Eine schmale Federkappe, die Kehle sowie Teile des Rückengefieders und einige Steuerfedern sind schwarz, ebenso das Zügelband. Die Handdecken sowie Teile der Handschwingen sind weiß. Es besteht ein auffälliger Sexualdimorphismus, da die Weibchen insgesamt wesentlich kontrastärmer und farblich blasser erscheinen. Bei ihnen zeigt sich ein graugrünes bis gelbgraues Gefieder auf der Ober- und ein gelbweißes bis weißgraues auf der Unterseite. Jungvögel ähneln farblich den Weibchen. Die Iris ist bei beiden Geschlechtern schwarzbraun. Der Oberschnabel ist dunkelgrau, der Unterschnabel hellgrau. Beine und Füße sind schiefergrau. 

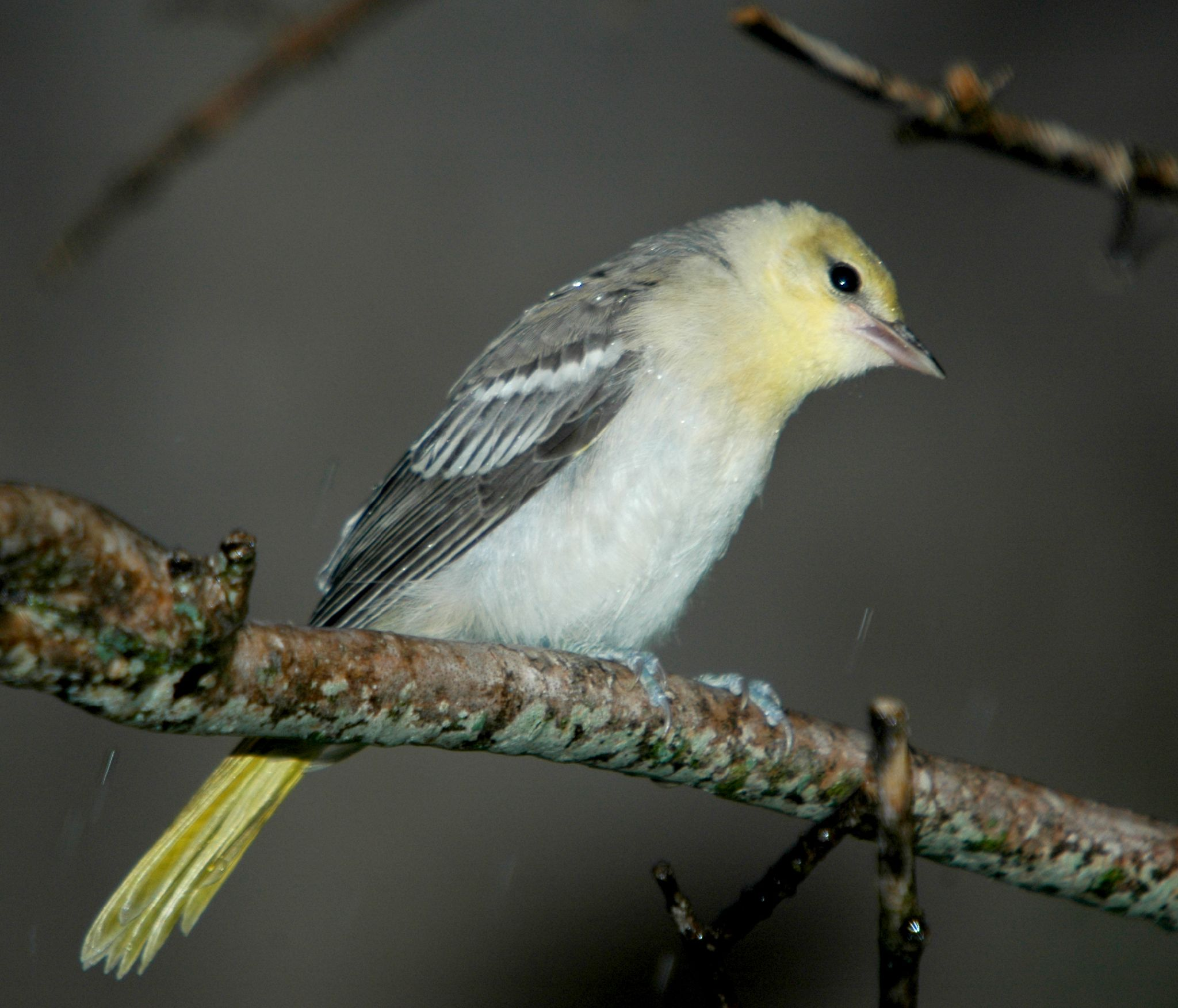
Weibchen
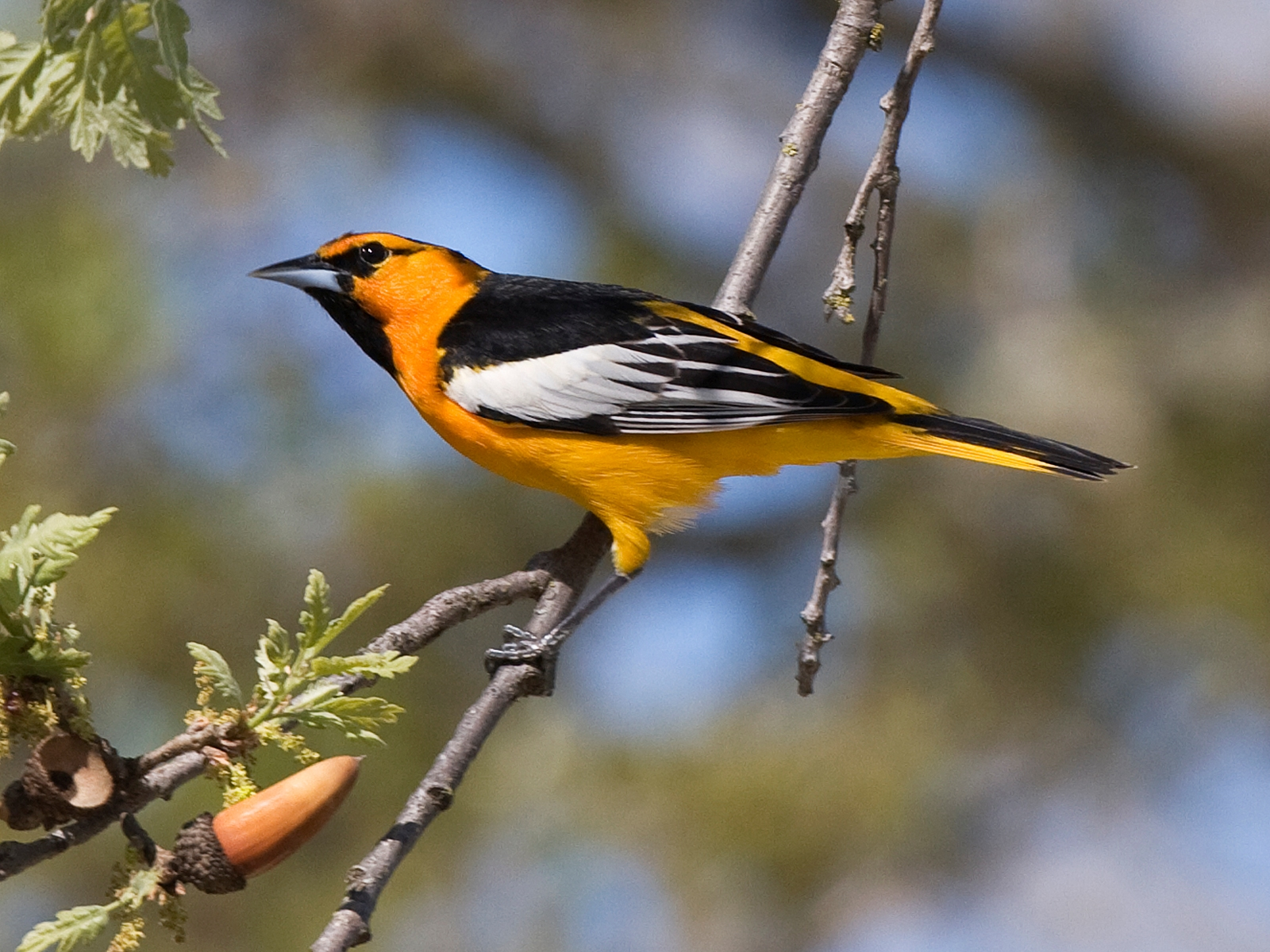
Männchen

### Lautäußerungen
Der Gesang des Bullock-Trupials ist eine laute, melodische Aneinanderreihung von Pfeiftönen.
- Gesangsbeispiel

## Verbreitung und Lebensraum
Die Brutgebiete der Bullock-Trupiale erstrecken sich entlang der Westküste Kanadas und der USA bis in den Norden Mexikos. Neben der in den nördlichen Verbreitungsgebieten vorkommenden Nominatform Icterus bullockii bullockii ist eine weitere Unterart bekannt: Icterus bullockii parvus van Rossem, 1945, die in Kalifornien, Nevada, Arizona und Mexiko heimisch ist.
Die Überwinterungsgebiete der Art liegen weiter südlich und reichen bis nach Guatemala. Sie lebt bevorzugt in mit Pappeln (Populus), Platanen (Platanus), Eichen (Quercus) oder Mesquitebäumen (Prosopis) bewachsenen offenen Waldlandschaften, Olivenhainen (Olea) und Gebüsch reichen Savannen. Bullocks Trupiale wurden noch in Höhenlagen von 3000 Metern nachgewiesen.

## Lebensweise

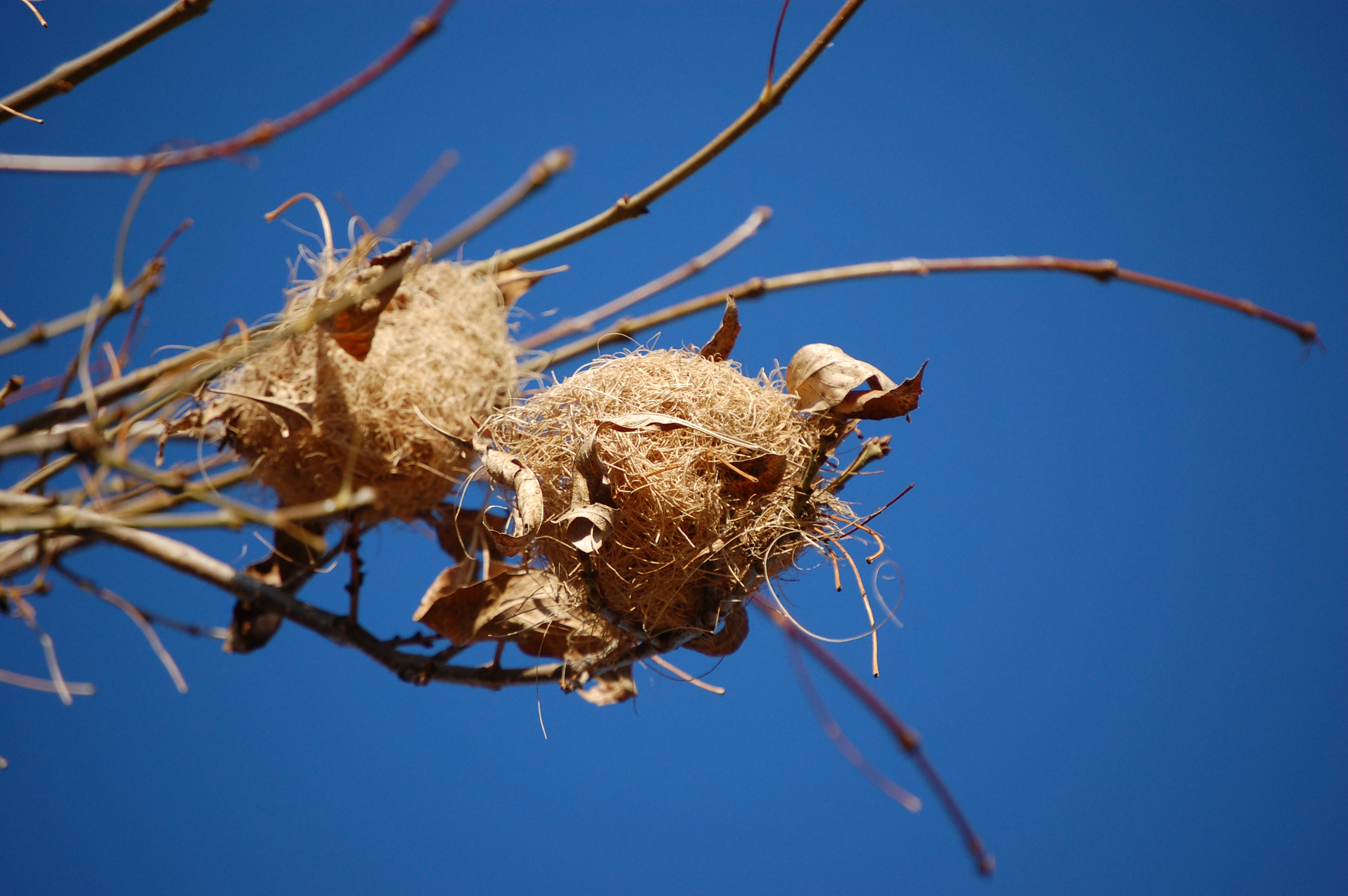
Nester

Die Vögel leben paarweise oder in kleinen Kolonien zusammen und sind für eine Brutsaison monogam. Sie ernähren sich in erster Linie von verschiedenen Insekten sowie gelegentlich von Beeren, Samen, Nüssen sowie von Nektar. Sie vertilgen zuweilen auch die Schwarze Ölbaumschildlaus (Saissetia oleae), die in Olivenhainen mitunter als Agrarschädling auftritt und sind somit in der Landwirtschaft gern gesehen. Eine Untersuchung des Mageninhalts ergab 79 % tierische und 21 % pflanzliche Nahrung.
Das Nest wird an der Spitze von Zweigen in Form eines ca. zehn Zentimeter langen,  hängenden Beutels aus Pflanzenfasern, vertrockneten Blättern, Tierhaaren, Federn und elastischen dünnen Zweigen gefertigt. Es wird in erster Linie vom Weibchen in Höhen zwischen drei und sieben Metern gewebt. Oftmals werden mehrere Nester von kleineren Kolonien nah beieinander angelegt. Zuweilen werden sie in der Nähe von Nestern der Gelbschnabelelster (Pica nuttalli) platziert, um so einen besseren Schutz vor Feinden zu erzielen.  Die Gelegeanzahl besteht aus drei bis sieben Eiern, die ab April gelegt werden. Die Eier haben eine blasse bläuliche oder grauweiße Farbe und sind mit einigen kleinen braunen Flecken überzogen. Eine zweite Brut erfolgt nicht. Die Brutzeit beträgt rund 12 Tage. Beide Eltern füttern die Nestlinge, die nach etwa 14 Tagen ausfliegen. Die Altvögel sind oftmals in der Lage, Eier, die ihnen von parasitierenden Braunkopf-Kuhstärlingen (Molothrus ater) oder Rotaugenkuhstärlingen (Molothrus aeneus) untergeschoben wurden, zu erkennen und wieder zu entfernen.

## Gefährdung und Schutz
Der Bullock-Trupial ist in seinen Verbreitungsgebieten nicht selten und wird demzufolge von der Weltnaturschutzorganisation IUCN als  „least concern = nicht gefährdet“ klassifiziert. Gegenwärtig wird eine globale Individuenanzahl von 3.800.000 Vögeln angenommen. Die Art ist vom United States Fish and Wildlife Service gemäß dem Migratory Bird Treaty Act geschützt.